# Evolver (film)
Evolver is een Amerikaanse direct-naar-video sciencefiction/horrorfilm uit 1995 onder regie van Mark Rosman, die ook het scenario schreef. De hoofdrollen worden vertolkt door Ethan Randall, Cassidy Rae, Cindy Pickett, John de Lancie en Paul Dooley, met William H. Macy als de stem van Evolver, een AI-speelgoedrobot die steeds moorddadiger wordt.

## Verhaal
Computergenie Kyle Baxter is een tiener die meedoet aan een VR-lasergame en op het punt staat om een nationaal toernooi te winnen. Hij wordt echter afgetroefd door een andere speler, een meisje genaamd Jamie. Ondanks zijn verlies hackt hij het systeem van Cybertronix om zichzelf de winnaar van de prijs te maken: "Evolver", een robotachtige tegenstander, gewapend met een persluchtpistool, om in de echte wereld tegen te lasergamen. Telkens wanneer Evolver verslagen wordt, "evolueert" hij: hij wordt slimmer, sneller en moeilijker te verslaan, analoog aan de stijgende moeilijkheidsgraad van het computerspel.
Kyle, zijn vriend Zach, Jamie en zijn zusje Ali beginnen met Evolver te spelen en halen het eerste level gemakkelijk. Naarmate Evolver evolueert, ontwikkelt hij een mensachtige competitiviteit en een obsessie met winnen. Zo vervangt hij zijn "ineffectieve" standaardmunitie - zachte schuimballen - door kogellagers.
Nadat Kyle en Zach ontdekken dat Evolver opnamemogelijkheden heeft, sturen ze de robot naar de meisjeskleedkamer op hun school. De meisjes ontdekken de robot en duwen Evolver de jongenskleedkamer in. Daar schakelt hij over naar de spelmodus en doodt pestkop Dwight, de enige aanwezige. Wanneer Zach achteraf de opnameschijf van Evolver wil verwijderen, wordt hij ook gedood.
Evolver wordt door Kyle en Jamie opnieuw verslagen in het tweede level en "evolueert" tot level drie. Kyle begint zich echter meer en meer zorgen te maken over het moorddadig gedrag van Evolver. Bij het bekijken van de programmering van de robot ziet hij een programma genaamd S.W.O.R.D. (afkorting voor Strategic War-Oriented Robotic Device). Hij contacteert Russel Bennett, de maker van Evolver en het VR-lasergame. Door Evolvers verleden te onderzoeken, ontdekken ze dat hij oorspronkelijk bedoeld was als een militaire robot, ontworpen om vijandelijke stellingen te infiltreren, zich aan te passen aan de situatie en doelwitten uit te schakelen, maar het project werd stopgezet.
Ondertussen heeft Ali de robot weer geactiveerd om het in haar eentje tegen hem op te nemen. Kyle en Jamie arriveren net op tijd om haar te redden en Evolver te verslaan door hem in het zwembad te gooien en kortsluiting te veroorzaken. Bennett en twee medewerkers komen Evolver ophalen om ontmanteld te worden. Onderweg worden ze echter gedood door Evolver. De robot evolueert nog een laatste keer en gaat terug naar Kyles huis voor een ultieme confrontatie.
Evolver, die nu over een laserpistool beschikt, gijzelt Kyles moeder en zus en dreigt hen te vermoorden als Kyle er niet in slaagt hem binnen de drie minuten te verslaan. Uiteindelijk kan Kyle de robot in verwarring brengen en bestoken met het laserpistool tot hij ontploft. Terwijl ze naar het ziekenhuis gaan mag de CEO van Cybertronix het uitleggen aan de pers.

## Rolverdeling
| Acteur             | Personage       | Opmerkingen       |
| ------------------ | --------------- | ----------------- |
| Ethan Embry        | Kyle Baxter     | als Ethan Randall |
| Cassidy Rae        | Jamie Saunders  |                   |
| Nassira Nicola     | Ali Baxter      |                   |
| Chance Quinn       | Zach Renzetti   |                   |
| Cindy Pickett      | Melanie Baxter  |                   |
| John de Lancie     | Russell Bennett |                   |
| Paul Dooley        | Jerry Briggs    |                   |
| Tim Griffin        | Dwight          |                   |
| Eugene Williams    | Tiny            |                   |
| James Marsh        | Ace             | als Jamie Marsh   |
| Mary Gordon Murray | Mrs. Renzetti   |                   |
| Jack Kenny         | Technician      |                   |
| Michael Champion   | Squad Leader    |                   |
| William H. Macy    | Evolver (stem)  |                   |